# Yuza
Yuza (遊佐町, Yuza-machi) est un bourg du district d'Akumi (préfecture de Yamagata), dans le nord de l'île de Honshū, au Japon.

## Géographie

### Démographie
En 2011, la population de Yuza s'élevait à 15 217 habitants répartis sur une superficie de 208,41 km2 (densité de population de 73 hab./km2).